# Sigma Lupi
Sigma Lupi (σ Lupi, σ Lup) è una stella situata nella costellazione del Lupo. La stella, così come altre stelle della costellazione del Lupo, è un membro dell'associazione stellare Scorpius-Centaurus, e più precisamente del sottogruppo Centauro superiore-Lupo. Situata a circa 580 anni luce dal sistema solare, la sua magnitudine apparente pari a +4,416 fa sì che questa stella sia visibile a occhio nudo nell'emisfero australe.

## Caratteristiche fisiche
Sigma Lupi è una stella azzurra di sequenza principale di classe spettrale B1/B2 e classe di luminosità V, avente una massa pari a circa 4,66 masse solari, un raggio pari a circa 9 volte quello del Sole e una luminosità circa 5 754 volte più grande di quella della nostra stella, con una temperatura efficace di quasi 23000 K.
Sigma Lupi è poi una stella all'elio, con una sovrabbondanza di azoto e una penuria di carbonio. Nel 1992, Jerzykiewicz e Sterken hanno scoperto una piccola variabilità nella sua magnitudine avente un periodo di 3,02 giorni. Ciò suggerisce che Sigma Lupi potrebbe essere una variabile ellissoidale rotante, e quindi un sistema binario stretto, sebbene altre cause, come una modulazione rotazionale, non possono essere del tutto escluse.
Rho Lupi, avente un'età stimata di 13,4 milioni di anni, sta ruotando con una velocità rotazionale di circa 67 km/s, il che conferisce alla stella l'aspetto di uno sferoide oblato, con un rigonfiamento equatoriale, con un periodo di rotazione di 3,02 giorni. L'intensità del campo magnetico della stella ai poli è stata misurata pari a 500 G, con variazioni longitudinali che arrivano a un'ampiezza di 100 G.